# 凱德·康寧漢
凱德·柏加·康寧漢（英語：Cade Parker Cunningham，2001年9月25日—）為美國職業籃球運動員，現效力於NBA底特律活塞。大学期间效力于奧克拉荷馬州立大學，在2021年NBA選秀第一輪第一順位被底特律活塞選中，成為NBA選秀狀元。

## 早年生涯
康寧漢出生於德克萨斯州的阿靈頓，父母是基思·康寧漢和凯莉·康寧漢，基思是黑人，他的妻子则是白人。凯德曾是美式足球的四分衛，他曾稱這有助於成為籃球場上更好的傳球手和領袖；康寧漢在大學看過哥哥打籃球後，就開始專注於籃球上。他經常和父親與兄弟在娛樂中心打籃球。初中時，康寧漢在阿靈頓的巴奈特初中擔任控球後衛。

## 高中生涯
康寧漢就讀於阿靈頓的包威高中，剛進入高一，他就成為校隊的先發球員；该赛季康寧漢場均可以得到15.2分、6.4個籃板和3次助攻，幫助包威高中進入了地方6A级I区的決賽，並被評為地区4-6A级年度最佳新人。2017年12月，在他的高二賽季初，他在休斯敦进行的一場比賽中因試圖扣籃而受傷；康寧漢在高二賽季場均得到18.8分、8.2個籃板和5.3次助攻，也因此被評為4-6A區共同最有價值球員（MVP）並獲得德州籃球教練協會（TABC）全區榮譽。

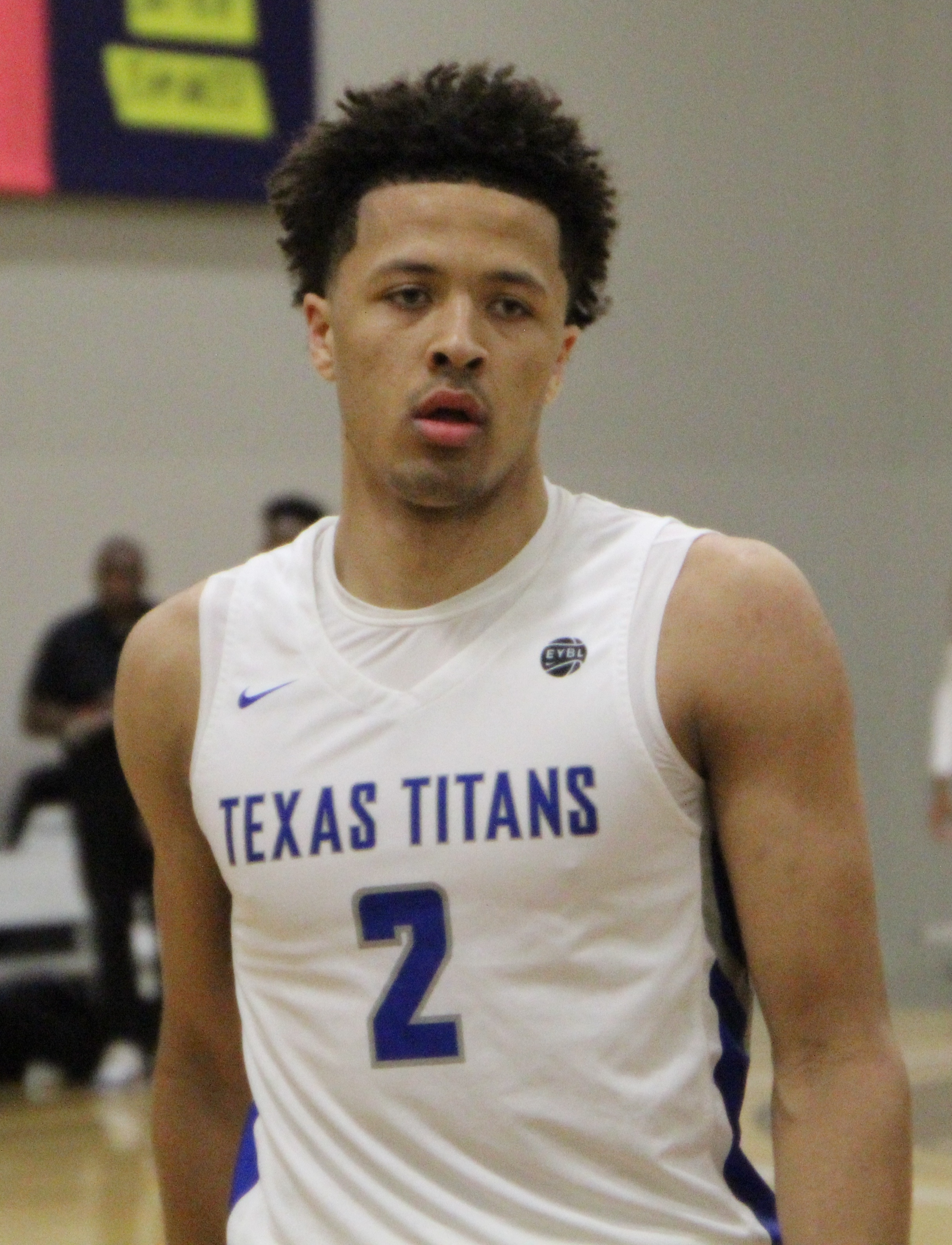
2019年耐克经典赛上，代表德州泰坦队出战的坎宁安

康寧漢在高三赛季之前的夏天轉學到佛罗里达州蒙特沃德的蒙特沃德学院，該校篮球隊在《今日美國》雜誌的排名中為全國第一。2019年2月2日，康寧漢带领球队在全國籃球節錦標賽上以76-51擊敗全國頂级高中球隊之一的橡樹山學院，他在比赛中得到26分、9次助攻和7個籃板。在高三賽季結束時，他以場均11.4分、5.7個籃板和5.5次助攻入選MaxPreps Junior全美第二陣容。2019年夏天，康寧漢在耐克篮球经典赛中為德州泰坦隊場均貢獻25.1分、6.6個籃板和5.2次助攻，他也因此獲選為耐克青年精英篮球联赛（EYBL）的最有價值球員（MVP）。
在他蒙特沃德的高四賽季加入了更多頂级新秀，其中包括五星级前鋒斯科蒂·巴恩斯和戴羅恩·夏普，許多分析師認為当时的蒙特沃德学院是史上最好的高中籃球隊之一。該年康寧漢場均可以得到13.9分、6.4次助攻和4.2個籃板，帶領蒙特沃德以39分的平均分差取得25胜0负的戰績；由於球隊有着深厚的陣容深度，他每場比賽只出战22分鐘。賽季結束後，康寧漢獲選為美國籃球先生、奈史密斯預備隊年度最佳球員和MaxPreps全國最佳球員；他被選中參加麥當勞全美比賽、喬丹品牌經典賽和Nike籃球峰會，但由於2019冠状病毒病大流行，這三場比賽都被迫取消。
康寧漢在包威高中的高二賽季結束時成為了2020屆的前25名新秀，他是公認的五星级新秀，是該屆上最好的球員之一。康寧漢收到了來自頂級NCAA 一級項目的邀請，包括杜克大學、肯塔基大學和北卡羅萊納大學。2019年11月5日，康寧漢宣布他承诺加入奧克拉荷馬州立大學。2020年6月，NCAA對奧克拉荷馬州立大學實施季後賽禁令；然而，康寧漢在6月22日宣布，他仍将加入奧克拉荷馬州立大學，而不是另一所學校或与NBA G聯盟簽約。

## 大學生涯
在2020年11月25日的NCAA首秀中，康寧漢带领奧克拉荷馬州立大學以75-68的比分戰勝德克薩斯大學阿靈頓分校，他在比赛中得到21分和10個籃板。12月18日，奧克拉荷馬州立大學以83-78戰勝歐拉·羅伯茲大學（Oral Roberts University），比赛中康寧漢得到29分，并在最後91秒內独得13分。四天後，康寧漢在比赛中仅得到10分，但在比賽剩11秒時投進致勝三分，幫助球隊以67-64擊敗卫奇塔州立大学。2021年2月27日，他在延長賽以94-90戰勝奧克拉荷馬大學的比賽中得到40分11個籃板。
大一期間，康寧漢場均得到20.1分、6.2個籃板、3.5次助攻和1.6次抄截，成為繼馬庫斯·史馬特、凱文·杜蘭特和迈克尔·比斯利后，第四位同時赢得12大年度最佳球員和12大年度最佳新人的球员。2021年4月1日，康寧漢宣布將放棄後三年的大學籃球資格，投入2021年NBA选秀。
| 姓名 | 家鄉                                                            | 高中         | 身高                 | 體重        | 承諾日       |
| --- | --------------------------------------------------------------- | ------------ | -------------------- | ----------- | ------------ |
| 凱德·康寧漢 控球后卫 | 阿灵顿                                                          | 蒙特沃德学院 | 6英尺7英寸（2.01米） | 215磅（98） | 11月 5, 2019 |
| 凱德·康寧漢 控球后卫 | 招募星级： Scout： N/A Rivals： 247Sports： ESPN： ESPN評分：97 |              |                      |             |              |
| 總體新秀排名： Rivals：1 247Sports：1 ESPN：2 |                                                                 |              |                      |             |              |
| - 附註：許多時候，Scout、Rivals、247Sports以及ESPN在身高體重的數據可能會不同 . - 在這種情況下選擇平均值，而ESPN grades滿分為100分。 來源： - . Rivals.com. [2020-05-16]. - . ESPN.com. [2020-05-16]. - . Rivals.com. [2020-05-16]. |                                                                 |              |                      |             |              |

## 職業生涯

### 底特律活塞（2021–）
2021年7月29日，康寧漢在2021年NBA選秀首輪第一順位被底特律活塞選中，成為2021年的NBA選秀狀元。
2021-22賽季，康寧漢斷斷續續遇到傷病，出賽64場，以41.6%命中率場均拿下17.4分5.5籃板5.6助攻1.2抄截。這個賽季底特律活塞23勝59敗，以東區第十四名作收。季末，康寧漢在NBA年度最佳新秀投票中獲得第三名。
2022-23賽季，康寧漢在開季12場比賽中以41.5%命中率打出19.9分6.2籃板6助攻的成績，但是因為左腿應力性骨折而導致賽季報銷。失去了康寧漢的活塞在這個賽季以17勝65敗在聯盟中墊底，並且在2023年選秀會上也僅抽到第五順位，是墊底球隊的最低保證順位。
2023-24賽季，康寧漢在夏天參與了美國國家隊靶子隊，並健康地回到NBA賽場。儘管他的表現比上個賽季還要更優秀且穩定，但請來2022年年度最佳教練蒙提·威廉斯的活塞卻在季中連敗28場，刷新了NBA的單季連敗紀錄。
為了終止連敗，康寧漢一直努力將表現維持在高檔，並在12月成為了活塞自2001年之後首位能在單月間打出複數次40+的球員；直到2023年12月30日，活塞才終於在康寧漢30分12助攻的帶領下以2分之差戰勝因為剛發動交易而缺少部分球員的多倫多暴龍。

## 國家隊生涯
康寧漢代表美國隊参加了2019年U19世界青年籃球錦標賽。在七場比賽中，他場均得到11.7分、5.7次助攻和4.9個籃板，幫助球隊奪得金牌。在總決賽，康寧漢以全場最高的21分7籃板7助攻，93-79戰勝馬里隊。

## 生涯數據統計

### NBA

#### 例行賽
| 賽季    | 球隊 | GP  | GS  | MPG  | FG%  | 3P%  | FT%  | RPG | APG | SPG | BPG | PPG  |
| ------- | ---- | --- | --- | ---- | ---- | ---- | ---- | --- | --- | --- | --- | ---- |
| 2021–22 | DET  | 64  | 64  | 32.6 | 41.6 | 31.4 | 84.5 | 5.5 | 5.6 | 1.2 | 0.7 | 17.4 |
| 2022–23 | DET  | 12  | 12  | 33.3 | 41.5 | 27.9 | 83.7 | 6.2 | 6.0 | 0.8 | 0.6 | 19.9 |
| 2023–24 | DET  | 62  | 62  | 33.5 | 44.9 | 35.5 | 86.9 | 4.3 | 7.5 | 0.9 | 0.4 | 22.7 |
| 生涯    | 生涯 | 138 | 138 | 33.1 | 43.2 | 32.9 | 85.8 | 5.0 | 6.5 | 1.0 | 0.5 | 20.0 |

### 大學
| 賽季    | 球隊           | GP | GS | MPG  | FG%  | 3P%  | FT%  | RPG | APG | SPG | BPG | PPG  |
| ------- | -------------- | -- | -- | ---- | ---- | ---- | ---- | --- | --- | --- | --- | ---- |
| 2020–21 | 俄克拉荷马州立 | 27 | 26 | 35.4 | .438 | .400 | .846 | 6.2 | 3.5 | 1.6 | .8  | 20.1 |

## 個人生活
康寧漢的父親基思曾為德州理工大學打過大學橄欖球。他的哥哥坎南曾為南方衛理會大學打过NCAA，后来在波兰打过一年的职业篮球。坎南後來從事教練生涯，在2019-20賽季成為奧克拉荷馬州立大學的助理教練。
康寧漢的女兒莱莉出生於2018年。當時康寧漢年僅17歲，並且是個單親父親。
康寧漢自2019年來一直是個素食主義者。

## 外部連結
- 凱德·康寧漢在fiba.basketball（英语）
- 凱德·康寧漢在NBA官網（英语）
- 凱德·康寧漢在Basketball-Reference.com（NBA）（英语）
- 凱德·康寧漢在Sports-Reference.com（NCAA）（英语）
- 凱德·康寧漢在ESPN（NBA）（英语）
- 凱德·康寧漢在Eurobasket.com（球員）（英语）
- 凱德·康寧漢在Proballers（英语）
- 凱德·康寧漢在RealGM（英语）
- OSU牛仔队的档案 （页面存档备份，存于）
- 蒙特沃德学院鹰队的档案
- 美国国家篮球队的档案 （页面存档备份，存于）